# Пропала маленькая миллионерша
«Пропала маленькая миллионерша» (англ. Little Miss Millions), также перевыпускался под названием «Домой на Рождество» (англ. Home for Christmas) — американская семейная комедия Джима Уайнорски 1993 года с Ховардом Хессеманом и Дженнифер Лав Хьюитт в главных ролях.

## Сюжет
Хизер — 12-летняя девочка-подросток, которая сбегает из дома в поисках своей настоящей матери. Свою маму она никогда не видела, её родители разошлись сразу после её рождения. Хизер жила с отцом и мачехой Сибил. Теперь её отец умер. Хотя мачеха её никогда не любила, расставаться с падчерицей и отпускать девочку к настоящей матери она не намерена. Дело в том, что отец Хизер был богатым человеком и его деньги перешли в наследство дочери, но та не может ими распоряжаться до своего совершеннолетия. Пока же деньги находятся в ведении опекуна.
Сибил нанимает частного сыщика Ника Фроста, чтобы тот за большой гонорар нашёл девочку. Фрост довольно быстро находит маму Хизер в Денвере, которая оказывается хорошей милой женщиной, а затем и саму Хизер, которую силой собирается вернуть назад в Лос-Анджелес. Сибил, узнав, что Хизер нашлась, чтобы не платить Фросту, заявляет в полицию о похищении девочки. Маленькую миллионершу отправляются разыскивать правительственные агенты. Узнав это, Фрост спешит вернуть ребёнка мачехе раньше, чем его поймают власти, чтобы всё же затребовать гонорар за выполненную работу.
Хизер, попав в руки Ника Фроста, пытается сбежать от него. Из-за этого она попадает в руки байкеров, которые видели её в новостях. Чудом ей и Фросту удаётся спастись от них. Арендованная машина Фроста ломается на просёлочной дороге во время ливня и им обоим приходится ночевать в заброшенном доме. Утром на попутке они добираются до ближайшего города, а оттуда уже едут на рейсовом автобусе. В автобусе Фрост, который был санитаром в армии, принимает роды у одной пассажирки.
Во время совместного путешествия Фрост проникается историей Хизер. Он решает наплевать на большой гонорар, обещанный ему мачехой, и отвозит Хизер к её настоящей матери, что происходит прямо в канун Рождества. От Сибил же он требует подписать отказ от опеки над девочкой. В противном случае он расскажет полиции о махинациях, которые проводила Сибил как душеприказчица с наследством Хизер.

## В ролях
- Ховард Хессеман — Ник Фрост
- Дженнифер Лав Хьюитт — Хизер Лофтон
- Анита Моррис — Сибил Лофтон
- Джеймс Эйвери — агент Ной Холландер
- Роберт Филдстил — агент Беллоуз
- Стив Лэндесберг — Харви Липшиц
- Терри Триз — Сьюзан Феррис
- Пол Хертцберг — Делберт Боттс
- Ленни Джулиано — Легс Дули
- Тони Нэплс — байкерша

## Производство
Дженнифер Лав Хьюитт играла у Джима Уайнорски роль второго плана в фильме «Манчи» (1992). Режиссёру понравилась юная актриса, и специально под неё им был написан сценарий фильма «Пропала маленькая миллионерша». Роль в этом фильме стала первой главной ролью для Лав Хьюитт в полнометражном кино.

## Критика
Мэтти Будревич из The Schlock Pit указал на необычность этого фильма для фильмографии Джима Уайнорски, который снимал обычно фильмы ужасов. Был отмечен созданный в фильме баланс между юмором и драмой и указано, что именно Лав Хьюитт делает фильм. Она умная, дерзкая и обладает природным юмористическим талантом.